# 노가미 야에코

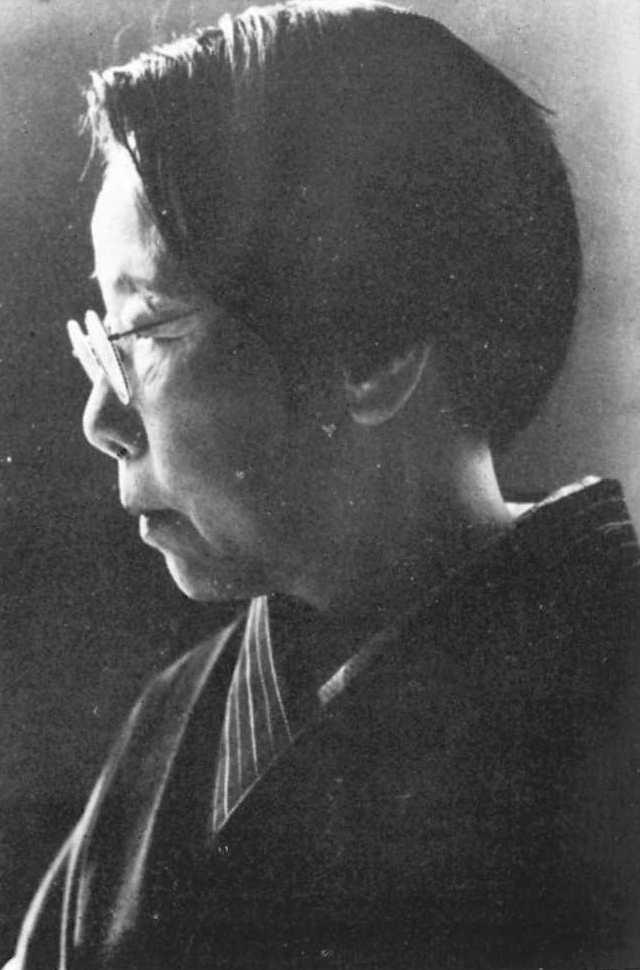

노가미 야에코(일본어: 野上 弥生子: 1885년(메이지 18년) 5월 6일-1985년(쇼와 60년) 3월 30일)는 일본의 소설가다. 원래 이름은 야에(ヤヱ)이고, 결혼하기 전 구성은 코테가와(小手川)였다.
훈도킨 간장 창업가에서 태어났다. 14세 때 상경, 메이지 여학교에 입학한다. 1906년 나츠메 소세키 문하의 노가미 토요이치로와 결혼. 『두견』에 「인연」을 게재하여 작가로 데뷔, 죽을 때까지 현역 작가로 활동했다. 호세이대학 여자고등학교 명예교장 역임.

## 같이 보기
- 일본 문학